# Százdi apátság
Az egykori Százdi apátságot még 1067-ben Aba nemzetségbeli Péter alapította és Szűz Mária tiszteletére szentelték fel.

## Története
A monostorról az első írásos anyag az 1067-ből; Salamon király idejéből, az Aba nembeli Péter részére kiállított oklevélben maradt fenn. Aba nemzetségbeli Péter az Aba nemzetség három fivéreinek egyike, aki ekkor alapította meg az oklevél szerint a Százy (Százd) apátságot, a Keszi (Tiszakeszi határában lévő monostort, melyet birtokokkal is bőven ellátott.
Aba nembeli Péter ispán a monostornak szántóföldeket, legelőket, réteket; szőlőművelőket, szarvasmarhákat, juhokat, igavonó barmokat, disznókat, méheket és egyéb szükséges dolgokat adott. Ugyancsak a monostornak adta a fejedelem által neki adott Bubach nevű malmot molnárral együtt, valamint Szihalmon a Nagykereki erdőt, és szénakaszálásra és boglyagyűjtésre alkalmas réteket, legelőket és felsorolta még az ország más területén lévő apátságnak adott birtokokat, javakat is:
- Szürnyeg (Scyrnik)határában levő pusztán 20 földművelő jobbágy telke
- Solu falu melletti hely tartozékai: 104 szolga-telket, 30 lovast (2 magyar, 10 besenyő), 6 gyapjú és vászonkészítőt, 10 szőlő és méhes, 10 cserény a lovak számára, 100 ökör, 500 juh, 200 malac.
- Damarad pusztán élő 14 család feladata a fahordás volt a monostor számára
- Suruk pusztán álló Szent Márton kápolna. Az itt található magyarok hadnagya Mihály volt. Ők saját házuk után egy vödör mézet adtak, de ha szükséges volt, helyette egy szekér fát.
- A Zekeres pusztán élők kétszer szolgáltak minden hónapban, s az apátot - akár hová ment - lovon kísérték.
- Csabarákos (Chabarakusa) puszta hat szőlőmunkással, Gubach puszta hét halásszal, a Dunán lévő szigetek három ekével és három szolgával, az öt ekényi Nyivyg puszta földművesekkel együtt, a hét ekényi Ladany puszta öt halastóval együtt, Szihalom puszta minden javával együtt. Szolgák feladata minden évben két ökröt, négy köböl (1 hl) bort, mindenki négy köböl (1 hl) sört, 10 kenyeret, egy tyúkot és két telek egy libát adott.

Az oklevél Dusnuky falu hat jobbágyának (Ivan, Ichy, Wachy, Zemy, Kokch, Ombroch) nevét is felsorolta. Az itt élő jobbágyok egy ökröt, száz kenyeret, 3 köböl mézsert, házanként két köböl sert, egy tyúkot, két jobbágy együtt hat libát. A két nép együtt 10 dénárt, valamint az egyház számára viaszt.
Az ajándékozó Aba nembeli Péter oklevelében leírta, hogy a királyt (a nagyfejedelmet és László fejedelmet) személyesen kérte, hogy e népek dézsmát két kancán és egy tyúkon kívül ne fizessenek, ezt is csak a plébános papnak keresztelésért és temetésért.
A király és érsek ezt el is fogadta.
A Péter ispán által a monostornak adott adományok azonban nem tartalmazták az Aba nemzetség birtokait, mivel azok Péter halála után visszaszálltak a nemzetség megmaradt tagjaira (Péter két fivérére). A Százdi apátságnak adományozott birtokok azok voltak, melyeket Péter a fejedelemtől kapott.
Az apátság valószínűleg a tatárjáráskor pusztult el. Az alapító oklevél azonban egy a IV. Béla király által 1267-ben kiállított átiratban fennmaradt.

## Régészet
Az egykori monostor alapfalait 1965-ben Tiszakeszitől 2 km-re a Tisza árterében, a Százdi-szigeteken tárták fel, ahol középkori templom alapfalait és 11. századból való sírokat tártak fel.